# Hanna Prakatsen
Hanna Prakatsen og før 2016 Hanna Sytjova  (hviderussisk: Ганна Пракацень tr. Hanna Prakatsen / (Сычова) tr. Sytjova ; russisk: Анна Витальевна Пракатень tr. Anna Vitaljevna Prakaten) (født 6. september 1992 i Minsk, Hviderusland) er en hviderussisk (frem til 2015) og russisk roer.
Hun repræsenterede ROC under Sommer-OL 2020 i Tokyo, hvor hun vandt sølv i singelsculler.